# Bo Spellerberg
Bo Spellerberg (Gladsaxe, Danska, 24. srpnja 1979.) je bivši danski rukometaš i nacionalni reprezentativac. Visok je 1,92 m. Nastupao je za KIF Kolding. Spellerberg je s danskom reprezentacijom osvojio dva europska naslova, prvi 2008. na EP-u u Norveškoj (porazivši Hrvatsku u finalu), a drugi 2012. na EP-u u Srbiji (finalnom pobjedom nad domaćinom). Od ostalih većih reprezentativnih uspjeha tu su i dvije europske bronce (2002. i 2006.) te treće mjesto na SP-u u Njemačkoj 2007. i Švedskoj 2011.
Bo je za Dansku debitirao 9. ožujka 2000. godine.
S Danskom je 2013. godine osvojio srebro na svjetskom prvenstvu u Španjolskoj. Španjolska je u finalu doslovno ponizila Dansku pobijedivši s 35:19. Nikada nijedna momčad nije izgubila s toliko razlikom kao Danci čime je stvoren novi rekord u povijesti finala svjetskog rukometnog prvenstva.
Danas je igrač i trener švicarskog rukometnog kluba TSV St. Otmar iz St. Gallena.

## Vanjske poveznice
- Profil igrača na web stranic EHF-a